# Wielka Brytania na Zimowych Igrzyskach Olimpijskich 1992
Wielką Brytanię na Zimowych Igrzyskach Olimpijskich 1992 reprezentowało 49 zawodników: trzydziestu dziewięciu mężczyzn i dziesięć kobiet. Był to szesnasty start reprezentacji Wielkiej Brytanii na zimowych igrzyskach olimpijskich.

## Skład reprezentacji

### Narciarstwo alpejskie
Mężczyźni
| Zawodnik            | Konkurencja   | Wyścig 1     | Wyścig 2     | Suma         | Suma    |
| Zawodnik            | Konkurencja   | Czas         | Czas         | Czas         | Miejsce |
| ------------------- | ------------- | ------------ | ------------ | ------------ | ------- |
| Graham Bell         | Zjazd         |              |              | 1:55.82      | 33      |
| Ronald Duncan       | Zjazd         |              |              | 1:54.95      | 31      |
| Martin Bell         | Zjazd         |              |              | 1:54.83      | 29      |
| Graham Bell         | Supergigant   |              |              | 1:20.87      | 53      |
| Martin Bell         | Supergigant   |              |              | 1:19.74      | 50      |
| Gavin Forsyth       | Supergigant   |              |              | 1:17.91      | 44      |
| Ronald Duncan       | Supergigant   |              |              | 1:17.76      | 40      |
| Sean Langmuir       | Slalom gigant | 1:13.72      | Nie ukończył | Nie ukończył | –       |
| Gavin Forsyth       | Slalom gigant | 1:13.51      | 1:10.72      | 2:24.23      | 43      |
| Bill Gaylord        | Slalom gigant | 1:12.04      | 1:08.62      | 2:20.66      | 40      |
| Christopher Blagden | Slalom        | Nie ukończył | –            | Nie ukończył | –       |
| Stephen Edwards     | Slalom        | Nie ukończył | –            | Nie ukończył | –       |
| Bill Gaylord        | Slalom        | 58.88        | Nie ukończył | Nie ukończył | –       |
| Sean Langmuir       | Slalom        | 58.04        | 57.69        | 1:55.73      | 34      |

Kombinacja mężczyzn
| Zawodnik      | Zjazd        | Slalom | Slalom  | Suma         | Suma    |
| Zawodnik      | Czas         | Czas 1 | Czas 2  | Punkty       | Miejsce |
| ------------- | ------------ | ------ | ------- | ------------ | ------- |
| Ronald Duncan | Nie ukończył | –      | –       | Nie ukończył | –       |
| Sean Langmuir | 1:54.61      | 53.55  | 55.30   | 142.32       | 28      |
| Graham Bell   | 1:48.08      | 59.59  | 59.59   | 134.03       | 27      |
| Martin Bell   | 1:47.48      | 57.24  | 1:00.86 | 121.83       | 25      |

Kobiety
| Zawodniczka           | Konkurencja   | Wyścig 1      | Wyścig 2      | Suma          | Suma    |
| Zawodniczka           | Konkurencja   | Czas          | Czas          | Czas          | Miejsce |
| --------------------- | ------------- | ------------- | ------------- | ------------- | ------- |
| Debbie Pratt          | Supergigant   |               |               | Nie ukończyła | –       |
| Valerie Scott         | Supergigant   |               |               | 1:29.74       | 36      |
| Debbie Pratt          | Slalom gigant | Nie ukończyła | –             | Nie ukończyła | –       |
| Emma Carrick-Anderson | Slalom gigant | 1:10.97       | 1:10.79       | 2:21.76       | 22      |
| Valerie Scott         | Slalom        | 53.15         | Nie ukończyła | Nie ukończyła | –       |
| Emma Carrick-Anderson | Slalom        | 50.91         | 46.67         | 1:37.58       | 19      |
| Claire de Pourtales   | Slalom        | 50.60         | Nie ukończyła | Nie ukończyła | –       |

Kombinacja kobiet
| Zawodnik              | Zjazd   | Slalom        | Slalom        | Suma          | Suma    |
| Zawodnik              | Czas    | Czas 1        | Czas 2        | Punkty        | Miejsce |
| --------------------- | ------- | ------------- | ------------- | ------------- | ------- |
| Valerie Scott         | 1:34.57 | 36.73         | Nie ukończyła | Nie ukończyła | –       |
| Emma Carrick-Anderson | 1:32.79 | 36.00         | 35.84         | 107.61        | 17      |
| Claire de Pourtales   | 1:32.52 | Nie ukończyła | –             | Nie ukończyła | –       |

### Biathlon
Mężczyźni
| Konkurencja  | Zawodnik      | Pudła | Czas    | Miejsce |
| ------------ | ------------- | ----- | ------- | ------- |
| 10 km Sprint | Jason Sklenar | 2     | 30:52.8 | 80      |
| 10 km Sprint | Ian Woods     | 5     | 30:11.8 | 72      |
| 10 km Sprint | Mike Dixon    | 2     | 29:19.4 | 60      |
| 10 km Sprint | Kenneth Rudd  | 1     | 29:11.1 | 58      |

| Konkurencja   | Zawodnik      | Czas      | Pudła | Skorygowany czas | Miejsce |
| ------------- | ------------- | --------- | ----- | ---------------- | ------- |
| Bieg na 20 km | Paul Ryan     | 1'03:38.8 | 4     | 1'07:38.8        | 76      |
| Bieg na 20 km | Jason Sklenar | 1'01:28.9 | 4     | 1'05:28.9        | 67      |
| Bieg na 20 km | Kenneth Rudd  | 1'00:09.1 | 5     | 1'05:09.1        | 65      |
| Bieg na 20 km | Mike Dixon    | 59:20.2   | 0     | 59:20.2          | 12      |

Sztafeta mężczyzn 4 x 7,5 km
| Zawodnicy                                   | Wyścig | Wyścig    | Wyścig  |
| Zawodnicy                                   | Pudła  | Czas      | Miejsce |
| ------------------------------------------- | ------ | --------- | ------- |
| Mike Dixon Paul Ryan Kenneth Rudd Ian Woods | 2      | 1'34:10.5 | 18      |

### Bobsleje
| Osada | Zawodnicy                  | Konkurencja | Ślizg 1 | Ślizg 1 | Ślizg 2 | Ślizg 2 | Ślizg 3 | Ślizg 3 | Ślizg 4 | Ślizg 4 | Suma    | Suma    |
| Osada | Zawodnicy                  | Konkurencja | Czas    | Miejsce | Czas    | Miejsce | Czas    | Miejsce | Czas    | Miejsce | Czas    | Miejsce |
| ----- | -------------------------- | ----------- | ------- | ------- | ------- | ------- | ------- | ------- | ------- | ------- | ------- | ------- |
| GBR-1 | Mark Tout Lenny Paul       | Dwójki      | 1:00.10 | 1       | 1:01.10 | 8       | 1:01.44 | 9       | 1:01.23 | 5       | 4:03.87 | 6       |
| GBR-2 | Nick Phipps George Farrell | Dwójki      | 1:00.49 | 9       | 1:01.43 | 14      | 1:01.69 | 15      | 1:01.78 | 17      | 4:05.39 | 13      |

| Osada | Zawodnicy                                             | Konkurencja | Ślizg 1 | Ślizg 1 | Ślizg 2 | Ślizg 2 | Ślizg 3 | Ślizg 3 | Ślizg 4 | Ślizg 4 | Suma    | Suma    |
| Osada | Zawodnicy                                             | Konkurencja | Czas    | Miejsce | Czas    | Miejsce | Czas    | Miejsce | Czas    | Miejsce | Czas    | Miejsce |
| ----- | ----------------------------------------------------- | ----------- | ------- | ------- | ------- | ------- | ------- | ------- | ------- | ------- | ------- | ------- |
| GBR-1 | Mark Tout George Farrell Paul Field Lenny Paul        | Czwórki     | 58.49   | 8       | 58.87   | 12      | 58.73   | 9       | 58.80   | 5       | 3:54.89 | 7       |
| GBR-2 | Nick Phipps Edd Horler Colin Rattigan David Armstrong | Czwórki     | 58.86   | 15      | 58.83   | 8       | 59.29   | 16      | 58.93   | 11      | 3:55.91 | 13      |

### Biegi narciarskie
Mężczyźni
| Konkurencja                           | Zawodnik       | Wyścig       | Wyścig  |
| Konkurencja                           | Zawodnik       | Czas         | Miejsce |
| ------------------------------------- | -------------- | ------------ | ------- |
| Bieg na 10 km stylem klasycznym       | Mark Croasdale | 36:13.0      | 90      |
| Bieg na 10 km stylem klasycznym       | Glenn Scott    | 32:20.8      | 65      |
| Bieg na 10 km stylem klasycznym       | Dave Belam     | 32:08.9      | 61      |
| Bieg na 10 km stylem klasycznym       | John Read      | 31:32.7      | 47      |
| Bieg łączony na 15 km stylem dowolnym | Glenn Scott    | DNF          | –       |
| Bieg łączony na 15 km stylem dowolnym | Mark Croasdale | 52:36.8      | 74      |
| Bieg łączony na 15 km stylem dowolnym | John Read      | 46:52.4      | 64      |
| Bieg łączony na 15 km stylem dowolnym | Dave Belam     | 46:11.0      | 57      |
| Bieg na 30 km stylem klasycznym       | Glenn Scott    | 1'36:06.0    | 66      |
| Bieg na 30 km stylem klasycznym       | John Read      | 1'34:37.5    | 62      |
| Bieg na 30 km stylem klasycznym       | Dave Belam     | 1'33:15.6    | 56      |
| Bieg na 50 km stylem dowolnym         | Mark Croasdale | Nie ukończył | –       |
| Bieg na 50 km stylem dowolnym         | Glenn Scott    | 2'31:40.6    | 63      |
| Bieg na 50 km stylem dowolnym         | Dave Belam     | 2'24:54.3    | 53      |

### Łyżwiarstwo figurowe
Mężczyźni
| Zawodnik       | Konkurencja | SP | FS | TFP  | Miejsce |
| -------------- | ----------- | -- | -- | ---- | ------- |
| Steven Cousins | Soliści     | 12 | 12 | 18.0 | 12      |

Kobiety
| Zawodniczka      | Konkurencja | SP | FS | TFP  | Miejsce |
| ---------------- | ----------- | -- | -- | ---- | ------- |
| Suzanne Otterson | Solistki    | 20 | 22 | 32.0 | 22      |
| Joanne Conway    | Solistki    | 17 | 18 | 26.5 | 18      |

Pary
| Zawodnicy                      | Konkurencja   | SP | FS | TFP  | Miejsce |
| ------------------------------ | ------------- | -- | -- | ---- | ------- |
| Kathryn Pritchard Jason Briggs | Para taneczna | 17 | 17 | 25.5 | 17      |

Taniec na lodzie
| Zawodnicy                  | Konkurencja      | CD1 | CD2 | OD | FD | TFP  | Miejsce |
| -------------------------- | ---------------- | --- | --- | -- | -- | ---- | ------- |
| Melanie Bruce Andrew Place | Taniec na lodzie | 16  | 16  | 16 | 17 | 33.0 | 17      |

### Narciarstwo dowolne
Mężczyźni
| Zawodnik          | Konkurencja | Kwalifikacja | Kwalifikacja | Kwalifikacja | Finał                  | Finał                  | Finał                  |
| Zawodnik          | Konkurencja | Czas         | Punkty       | Miejsce      | Czas                   | Punkty                 | Miejsce                |
| ----------------- | ----------- | ------------ | ------------ | ------------ | ---------------------- | ---------------------- | ---------------------- |
| Simon Baynes      | Muldy       | 42.41        | 7.86         | 44           | Nie zakwalifikował się | Nie zakwalifikował się | Nie zakwalifikował się |
| Michael Liebreich | Muldy       | 35.32        | 17.84        | 32           | Nie zakwalifikował się | Nie zakwalifikował się | Nie zakwalifikował się |
| Neil Munro        | Muldy       | 37.78        | 19.82        | 26           | Nie zakwalifikował się | Nie zakwalifikował się | Nie zakwalifikował się |
| Hugh Hutchison    | Muldy       | 38.32        | 19.84        | 25           | Nie zakwalifikował się | Nie zakwalifikował się | Nie zakwalifikował się |

Kobiety
| Zawodniczka | Konkurencja | Kwalifikacja | Kwalifikacja | Kwalifikacja | Finał                   | Finał                   | Finał                   |
| Zawodniczka | Konkurencja | Czas         | Punkty       | Miejsce      | Czas                    | Punkty                  | Miejsce                 |
| ----------- | ----------- | ------------ | ------------ | ------------ | ----------------------- | ----------------------- | ----------------------- |
| Jilly Curry | Muldy       | 44.97        | 16.86        | 15           | Nie zakwalifikowała się | Nie zakwalifikowała się | Nie zakwalifikowała się |

### Saneczkarstwo
Mężczyźni
| Zawodnik      | Ślizg 1 | Ślizg 1 | Ślizg 2 | Ślizg 2 | Ślizg 3 | Ślizg 3 | Ślizg 4 | Ślizg 4 | Suma     | Suma    |
| Zawodnik      | Czas    | Miejsce | Czas    | Miejsce | Czas    | Miejsce | Czas    | Miejsce | Czas     | Miejsce |
| ------------- | ------- | ------- | ------- | ------- | ------- | ------- | ------- | ------- | -------- | ------- |
| Ian Whitehead | 46.814  | 26      | 47.121  | 27      | 47.613  | 27      | 47.356  | 25      | 3:08.904 | 27      |
| Nick Ovett    | 46.517  | 22      | 46.456  | 22      | 47.256  | 24      | 47.173  | 23      | 3:07.403 | 23      |

### Short track
Mężczyźni
| Zawodnik                                               | Konkurencja     | Runda 1 | Runda 1 | Ćwierćfinał            | Ćwierćfinał            | Półfinał               | Półfinał               | Finał                  | Finał                  |
| Zawodnik                                               | Konkurencja     | Czas    | Miejsce | Czas                   | Miejsce                | Czas                   | Miejsce                | Czas                   | Finałowe miejsce       |
| ------------------------------------------------------ | --------------- | ------- | ------- | ---------------------- | ---------------------- | ---------------------- | ---------------------- | ---------------------- | ---------------------- |
| Nicky Gooch                                            | Bieg na 1000 m  | 2:24.43 | 4       | Nie zakwalifikował się | Nie zakwalifikował się | Nie zakwalifikował się | Nie zakwalifikował się | Nie zakwalifikował się | Nie zakwalifikował się |
| Matt Jasper                                            | Bieg na 1000 m  | 1:36.82 | 1 Q     | 1:34.69                | 3                      | Nie zakwalifikował się | Nie zakwalifikował się | Nie zakwalifikował się | Nie zakwalifikował się |
| Wilf O’Reilly                                          | Bieg na 1000 m  | 1:37.79 | 1 Q     | 1:33.62                | 1 Q                    | 2:05.04                | 4 QB                   | 1:36.24                | 5                      |
| Nicky Gooch Stuart Horsepool Matt Jasper Wilf O’Reilly | Sztafeta 5000 m |         |         | 7:27.87                | 1 Q                    | 7:29.40                | 3 QB                   | 7:29.46                | 6                      |

Kobiety
| Zawodniczka   | Konkurencja   | Runda 1 | Runda 1 | Ćwierćfinał             | Ćwierćfinał             | Półfinał                | Półfinał                | Finał                   | Finał                   |
| Zawodniczka   | Konkurencja   | Czas    | Miejsce | Czas                    | Miejsce                 | Czas                    | Miejsce                 | Czas                    | Finałowe miejsce        |
| ------------- | ------------- | ------- | ------- | ----------------------- | ----------------------- | ----------------------- | ----------------------- | ----------------------- | ----------------------- |
| Debbie Palmer | Bieg na 500 m | 52.24   | 4       | Nie zakwalifikowała się | Nie zakwalifikowała się | Nie zakwalifikowała się | Nie zakwalifikowała się | Nie zakwalifikowała się | Nie zakwalifikowała się |

### Łyżwiarstwo szybkie
Mężczyźni
| Konkurencja    | Zawodnik       | Wyścig  | Wyścig  |
| Konkurencja    | Zawodnik       | Czas    | Miejsce |
| -------------- | -------------- | ------- | ------- |
| Bieg na 1000 m | Craig McNicoll | 1:17.95 | 33      |
| Bieg na 1500 m | Craig McNicoll | 2:02.06 | 37      |